# Antena Latina
Antena Latina (Rahintel dal 1959 al 1999) è una rete televisiva dominicana del gruppo Bonetti Comunicaciones.